# Boudierella
Boudierella es un género de hongos en la familia Pyronemataceae.